# Mutatus gelao
Espèce
Mutatus gelao est une espèce d'araignées aranéomorphes de la famille des Phrurolithidae.

## Distribution
Cette espèce est endémique du Guizhou en Chine,. Elle se rencontre dans le xian de Shiqian.

## Description
Le mâle holotype mesure 3,35 mm et la femelle paratype 4,78 mm.

## Systématique et taxinomie
Cette espèce a été décrite par Mu, Wang, Zhang et Zhang en 2025.

## Étymologie
Cette espèce est nommée en l'honneur des Gelao.

## Publication originale
- Mu, Wang, Zhang & Zhang, 2025 : « Mutatus gen. nov., a new genus of Phrurolithidae (Arachnida, Araneae) from China, with descriptions of four new species. » ZooKeys, vol. 1226, p. 121-137 (texte intégral).